# Wahlkreis Corse-du-Sud I
Der Wahlkreis Corse-du-Sud I ist seit 1978 ein Wahlkreis (circonscription électorale) für die französische Nationalversammlung. Er umfasst die folgenden Gemeinden: Afa, Ajaccio, Alata, Ambiegna, Appietto, Arbori, Arro, Azzana, Balogna, Bastelicaccia, Bocognano, Calcatoggio, Cannelle, Carbuccia, Cargèse, Casaglione, Coggia, Cristinacce, Cuttoli-Corticchiato, Évisa, Guagno, Letia, Lopigna, Marignana, Murzo, Orto, Osani, Ota, Partinello, Pastricciola, Peri, Piana, Poggiolo, Renno, Rezza, Rosazia, Salice, Sant’Andréa-d’Orcino, Sari-d’Orcino, Sarrola-Carcopino, Serriera, Soccia, Tavaco, Tavera, Ucciani, Valle-di-Mezzana, Vero, Vico und Villanova.

## Ergebnisse

### Parlamentswahl 2002
| Kandidaten                                                            | Kandidaten           | Parteien                                    | 1. Wahlgang | 1. Wahlgang | 2. Wahlgang | 2. Wahlgang |
| Kandidaten                                                            | Kandidaten           | Parteien                                    | Stimmen     | %           | Stimmen     | %           |
| --------------------------------------------------------------------- | -------------------- | ------------------------------------------- | ----------- | ----------- | ----------- | ----------- |
|                                                                       | Simon Renuccigewählt | DVG – Corse social-démocrate                | 7.800       | 32,5        | 13.915      | 57,1        |
|                                                                       | José Rossi           | UMP – Union pour la majorité présidentielle | 5.835       | 24,3        | 10.469      | 42,9        |
|                                                                       | Marc Marcangeli      | DVD – Comité central bonapartiste           | 4.222       | 17,6        |             |             |
|                                                                       | Paul-Antoine Luciani | COM – Parti communiste français             | 1.737       | 7,2         |             |             |
|                                                                       | Michel Terramorsi    | FN – Front national                         | 1.650       | 6,9         |             |             |
|                                                                       | François Alfonsi     | REG – Inseme per l’avvene                   | 889         | 3,7         |             |             |
|                                                                       | Jean-Fabrice Laudato | DVD – Unabh.                                | 586         | 2,4         |             |             |
|                                                                       | Petru Poggioli       | REG – U Partitu di a Corsica                | 564         | 2,4         |             |             |
|                                                                       | Norbert Laredo       | VEC – Les Verts                             | 358         | 1,5         |             |             |
|                                                                       | Maidee Santoni       | REG – Manca Naziunale                       | 179         | 0,7         |             |             |
|                                                                       | Marie Schembri       | MNR – Mouvement national républicain        | 100         | 0,4         |             |             |
|                                                                       | Lucie Antolini       | LO – Lutte Ouvrière                         | 71          | 0,3         |             |             |
| Gesamt                                                                | Gesamt               | Gesamt                                      | 23.991      | 100         | 24.384      | 100         |
|                                                                       |                      |                                             |             |             |             |             |
| Ungültige Stimmen                                                     | Ungültige Stimmen    | Ungültige Stimmen                           | 373         | 1,5         | 1.205       | 4,7         |
| Wähler                                                                | Wähler               | Wähler                                      | 24.364      | 59,2        | 25.589      | 62,1        |
| Wahlberechtigte                                                       | Wahlberechtigte      | Wahlberechtigte                             | 41.176      |             | 41.173      |             |
|                                                                       |                      |                                             |             |             |             |             |
| Quellen: Innenministerium, Ergebnis – Assemblée nationale, Kandidaten |                      |                                             |             |             |             |             |

### Parlamentswahl 2007
| Kandidaten               | Kandidaten           | Parteien                                | 1. Wahlgang | 1. Wahlgang | 2. Wahlgang | 2. Wahlgang |
| Kandidaten               | Kandidaten           | Parteien                                | Stimmen     | %           | Stimmen     | %           |
| ------------------------ | -------------------- | --------------------------------------- | ----------- | ----------- | ----------- | ----------- |
|                          | Simon Renuccigewählt | DVG – Corse social-démocrate            | 8.606       | 32,8        | 15.922      | 54,3        |
|                          | Philippe Cortey      | UMP – Union pour un mouvement populaire | 8.915       | 34,0        | 13.424      | 45,7        |
|                          | Jacques Billard      | DVD – Unabh. UMP                        | 2.871       | 11,0        |             |             |
|                          | Jean-Marie Poli      | REG – Comité Anti Répression            | 2.754       | 10,5        |             |             |
|                          | Paul-Antoine Luciani | COM – Parti communiste français         | 1.455       | 5,6         |             |             |
|                          | Olivier Martinelli   | FN – Front national                     | 1.109       | 4,2         |             |             |
|                          | Gustave Tallarico    | ECO – Génération écologie               | 414         | 1,6         |             |             |
|                          | Yves Daïen           | EXG – Lutte Ouvrière                    | 77          | 0,3         |             |             |
| Gesamt                   | Gesamt               | Gesamt                                  | 26.201      | 100         | 29.346      | 100         |
|                          |                      |                                         |             |             |             |             |
| Ungültige Stimmen        | Ungültige Stimmen    | Ungültige Stimmen                       | 313         | 1,2         | 653         | 2,2         |
| Wähler                   | Wähler               | Wähler                                  | 26.514      | 59,3        | 29.999      | 67,1        |
| Wahlberechtigte          | Wahlberechtigte      | Wahlberechtigte                         | 44.702      |             | 44.709      |             |
|                          |                      |                                         |             |             |             |             |
| Quelle: Innenministerium |                      |                                         |             |             |             |             |

### Parlamentswahl 2012
| Kandidaten               | Kandidaten                | Parteien                                | 1. Wahlgang | 1. Wahlgang | 2. Wahlgang | 2. Wahlgang |
| Kandidaten               | Kandidaten                | Parteien                                | Stimmen     | %           | Stimmen     | %           |
| ------------------------ | ------------------------- | --------------------------------------- | ----------- | ----------- | ----------- | ----------- |
|                          | Laurent Marcangeligewählt | UMP – Union pour un mouvement populaire | 8.282       | 30,8        | 14.066      | 50,5        |
|                          | Simon Renucci             | DVG – Corse social-démocrate            | 7.914       | 29,4        | 13.779      | 49,5        |
|                          | José Risticoni            | FN – Front national                     | 2.767       | 10,3        |             |             |
|                          | Romain Colonna            | REG – Femu a Corsica                    | 2.423       | 9,0         |             |             |
|                          | Paul-Antoine Luciani      | FG – Parti communiste français          | 2.040       | 7,6         |             |             |
|                          | Paul-Mathieu Leonetti     | REG – Corsica Libera                    | 1.785       | 6,6         |             |             |
|                          | Jean-Marc Cresp           | PRV – Parti radical valoisien           | 1.301       | 4,8         |             |             |
|                          | Jean-Luc Albertini        | AUT – Unabh.                            | 346         | 1,3         |             |             |
|                          | Yves Daïen                | EXG – Lutte Ouvrière                    | 74          | 0,3         |             |             |
|                          | Pierre-Noël Tucci         | ECO – Génération écologie               | 0           | 0,0         |             |             |
| Gesamt                   | Gesamt                    | Gesamt                                  | 26.932      | 100         | 27.845      | 100         |
|                          |                           |                                         |             |             |             |             |
| Ungültige Stimmen        | Ungültige Stimmen         | Ungültige Stimmen                       | 346         | 1,3         | 1.074       | 3,7         |
| Wähler                   | Wähler                    | Wähler                                  | 27.278      | 57,0        | 28.919      | 60,4        |
| Wahlberechtigte          | Wahlberechtigte           | Wahlberechtigte                         | 47.854      |             | 47.853      |             |
|                          |                           |                                         |             |             |             |             |
| Quelle: Innenministerium |                           |                                         |             |             |             |             |

### Parlamentswahl 2017
| Kandidaten               | Kandidaten                  | Parteien                           | 1. Wahlgang | 1. Wahlgang | 2. Wahlgang | 2. Wahlgang |
| Kandidaten               | Kandidaten                  | Parteien                           | Stimmen     | %           | Stimmen     | %           |
| ------------------------ | --------------------------- | ---------------------------------- | ----------- | ----------- | ----------- | ----------- |
|                          | Jean-Jacques Ferraragewählt | LR – Les Républicains              | 7.603       | 33,5        | 12.278      | 65,0        |
|                          | Maria Guidicelli            | REM – La République En Marche !    | 4.872       | 21,5        | 6.614       | 35,0        |
|                          | Jean-Paul Carrolaggi        | REG – Femu a Corsica               | 4.859       | 21,4        |             |             |
|                          | Francis Nadizi              | EXD – Front national               | 2.756       | 12,1        |             |             |
|                          | Jacques Casamarta           | FI – La France insoumise           | 1.559       | 6,9         |             |             |
|                          | Anissa-Flore Amziane        | COM – Parti communiste français    | 627         | 2,8         |             |             |
|                          | Corinne Bucchini            | EXD – Avvene corsu                 | 153         | 0,7         |             |             |
|                          | Estelle Jaquet              | EXG – Lutte Ouvrière               | 113         | 0,5         |             |             |
|                          | Jérôme Bianchi              | DIV – Union populaire républicaine | 109         | 0,5         |             |             |
|                          | Jean-Yves Santini           | DIV – Allons enfants !             | 47          | 0,2         |             |             |
|                          | Jean-Jacques Comiti         | DIV – Unabh.                       | 0           | 0,0         |             |             |
| Gesamt                   | Gesamt                      | Gesamt                             | 22.698      | 100         | 18.892      | 100         |
|                          |                             |                                    |             |             |             |             |
| Leere Stimmzettel        | Leere Stimmzettel           | Leere Stimmzettel                  | 331         | 1,4         | 1.058       | 5,1         |
| Ungültige Stimmzettel    | Ungültige Stimmzettel       | Ungültige Stimmzettel              | 200         | 0,9         | 787         | 3,8         |
| Wähler                   | Wähler                      | Wähler                             | 23.229      | 45,7        | 20.737      | 40,8        |
| Wahlberechtigte          | Wahlberechtigte             | Wahlberechtigte                    | 50.880      |             | 50.873      |             |
|                          |                             |                                    |             |             |             |             |
| Quelle: Innenministerium |                             |                                    |             |             |             |             |

### Parlamentswahl 2022
| Kandidaten               | Kandidaten                | Parteien                                                  | 1. Wahlgang | 1. Wahlgang | 2. Wahlgang | 2. Wahlgang |
| Kandidaten               | Kandidaten                | Parteien                                                  | Stimmen     | %           | Stimmen     | %           |
| ------------------------ | ------------------------- | --------------------------------------------------------- | ----------- | ----------- | ----------- | ----------- |
|                          | Laurent Marcangeligewählt | ENS – Ensemble ! (Horizons / Comité central bonapartiste) | 7.972       | 33,7        | 12.013      | 51,8        |
|                          | Romain Colonna            | REG – Femu a Corsica                                      | 4.135       | 17,5        | 11.195      | 48,2        |
|                          | Nathaly Antona            | RN – Rassemblement National                               | 3.003       | 12,7        |             |             |
|                          | Jean-Paul Carrolaggi      | REG – Partitu di a Nazione Corsa                          | 3.002       | 12,7        |             |             |
|                          | Michel Mozziconacci       | DVC – Unabh.                                              | 2.193       | 9,3         |             |             |
|                          | Robin De Mari             | DVG – La France insoumise 1                               | 1.281       | 5,4         |             |             |
|                          | David Quintela            | REC – Reconquête                                          | 738         | 3,1         |             |             |
|                          | Anissa-Flore Amziane      | DVG – Parti communiste français 1                         | 522         | 2,2         |             |             |
|                          | Angélique Susini          | DVG – Parti socialiste 1                                  | 353         | 1,5         |             |             |
|                          | Pascale Bizzari           | ECO – Unabh.                                              | 207         | 0,9         |             |             |
|                          | Walter Lippler            | DSV – Les Patriotes                                       | 174         | 0,7         |             |             |
|                          | Claire Lainez             | DXG – Lutte Ouvrière                                      | 79          | 0,3         |             |             |
| Gesamt                   | Gesamt                    | Gesamt                                                    | 23.659      | 100         | 23.208      | 100         |
|                          |                           |                                                           |             |             |             |             |
| Leere Stimmzettel        | Leere Stimmzettel         | Leere Stimmzettel                                         | 295         | 1,2         | 983         | 4,0         |
| Ungültige Stimmzettel    | Ungültige Stimmzettel     | Ungültige Stimmzettel                                     | 220         | 0,9         | 564         | 2,3         |
| Wähler                   | Wähler                    | Wähler                                                    | 24.174      | 46,3        | 24.755      | 47,4        |
| Wahlberechtigte          | Wahlberechtigte           | Wahlberechtigte                                           | 52.268      |             | 52.261      |             |
|                          |                           |                                                           |             |             |             |             |
| Quelle: Innenministerium |                           |                                                           |             |             |             |             |

### Parlamentswahl 2024
| Kandidaten               | Kandidaten                | Parteien                                                                   | 1. Wahlgang | 1. Wahlgang | 2. Wahlgang | 2. Wahlgang |
| Kandidaten               | Kandidaten                | Parteien                                                                   | Stimmen     | %           | Stimmen     | %           |
| ------------------------ | ------------------------- | -------------------------------------------------------------------------- | ----------- | ----------- | ----------- | ----------- |
|                          | Laurent Marcangeligewählt | ENS – Ensemble pour la République (Horizons / Comité central bonapartiste) | 10.210      | 30,7        | 20.893      | 63,2        |
|                          | Ariane Quarena            | RN – Rassemblement National                                                | 10.376      | 31,2        | 12.164      | 36,8        |
|                          | Romain Colonna            | REG – Femu a Corsica                                                       | 5.601       | 16,8        |             |             |
|                          | Marc-Antoine Leroy        | COM – Nouveau Front populaire (Parti communiste français) 1                | 3.126       | 9,4         |             |             |
|                          | Emmanuelle Dominici       | REG – Core in Fronte                                                       | 1.533       | 4,6         |             |             |
|                          | Jean-François Luciani     | REG – Partitu di a Nazione Corsa                                           | 1.202       | 3,6         |             |             |
|                          | Jean-François Luciani     | REG – Mossa Palatina                                                       | 1.077       | 3,2         |             |             |
|                          | Didier Quilichini         | EXG – Lutte Ouvrière                                                       | 130         | 0,4         |             |             |
| Gesamt                   | Gesamt                    | Gesamt                                                                     | 33.255      | 100         | 33.057      | 100         |
|                          |                           |                                                                            |             |             |             |             |
| Leere Stimmzettel        | Leere Stimmzettel         | Leere Stimmzettel                                                          | 336         | 1,0         | 1.004       | 2,9         |
| Ungültige Stimmzettel    | Ungültige Stimmzettel     | Ungültige Stimmzettel                                                      | 248         | 0,7         | 599         | 1,7         |
| Wähler                   | Wähler                    | Wähler                                                                     | 33.839      | 64,5        | 34.660      | 66,0        |
| Wahlberechtigte          | Wahlberechtigte           | Wahlberechtigte                                                            | 52.489      |             | 52.487      |             |
|                          |                           |                                                                            |             |             |             |             |
| Quelle: Innenministerium |                           |                                                                            |             |             |             |             |

Corse-du-Sud (2A):
1. |
2. –
Haute-Corse (2B):
1. |
2.